# Oulchy-la-Ville
Oulchy-la-Ville är en kommun i departementet Aisne i regionen Hauts-de-France i norra Frankrike. Kommunen ligger  i kantonen Oulchy-le-Château som ligger i arrondissementet Soissons. År 2022 hade Oulchy-la-Ville 127 invånare.

## Befolkningsutveckling
Antalet invånare i kommunen Oulchy-la-Ville
Referens: INSEE